# Karim Amer
Karin Amer é um cineasta egípcio. Como reconhecimento, foi nomeado ao Oscar 2014 na categoria de Melhor Documentário em Longa-metragem por 20 Feet from Stardom.